# Нечиста сила

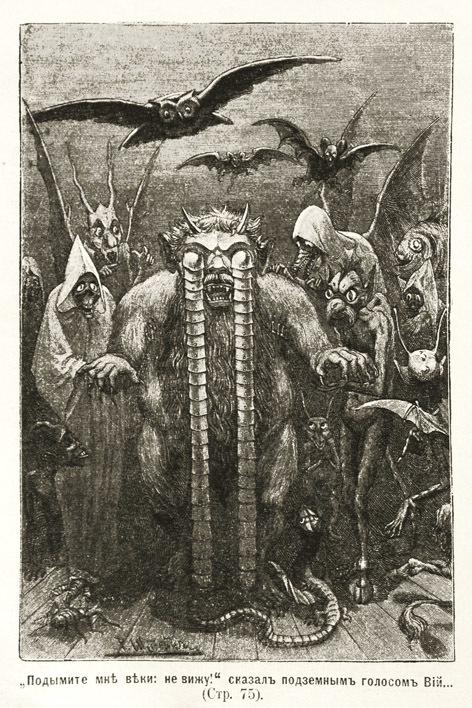
Вій та інша нечиста сила

Нечи́ста си́ла або нечисть — у слов'янських міфології та фольклорі, збірна назва істот і проявів «нечистого», «нетутешнього» потойбічного світу. Спільним для них є спрямованість на завдання шкоди людині.

## Характеристики
Нечистій силі притаманно різним чином шкодити людині: лякати, збивати зі шляху, насилати хвороби, вбивати, підштовхувати до злочинів, навівати погані думки, вводити в оману, насилати негоду, вчиняти в господарстві безлад, викрадати дітей, забирати молоко в худоби і т. д. Багато різновидів нечистої сили зосереджені на завданні лише певної шкоди або шкоди у визначеній області життя людини. В той же час шкідництвом діяльність нечистої сили не обмежується. Її активність ситуативна, нечисть може також бути байдужою до людини, або й прихильною за певних умов. У народних віруваннях більшість видів нечистої сили асоціюються з чортом. Вони або вважаються різновидами чортів, або чортами в різній подобі, тому образ чорта найбільш полісемантичний з-поміж усіх істот слов'янської міфології.
Нечисть повсюдна, але її конкретні істоти мають особливі місця свого мешкання, як правило це «нечисті», неосвоєні людиною місця — пустки, хащі, болота, провалля, печери. Наприклад, у лісах проживає лісовик. Також нечиста сила локалізується в місцях невизначеності, таких як перехрестя, на порубіжжі територій — мостах, межах сіл, полів. Селиться в господарстві, де увага людини невелика чи відсутня — за чи під піччю, на горищах, у стодолах, колодязях, лазнях. Наприклад, домовик часто переховується за піччю. Нечиста сила має умови діяльності, не може виходити за певні території, особливо активна чи навпаки безсила в певний час доби, на свята.
Для представників нечистої сили характерна варіативність вигляду, вони можуть бути антропоморфними (але як правило з певними аномальними рисами), зооморфними, змінювати подобу, бути невидимими. Часто поєднують риси людини та тварин, маючи тваринні роги, ноги, кігті тощо. Іноді ознакою нечисті є незвичайна врода, що також є аномалією, зокрема це характерно жіночим персонажам, наприклад, русалкам. Антропоморфні істоти можуть вирізнятися незвичайним одягом, що має символічний колір, невживаний стиль, має вигляд лахміття. Постаючи в образі тварини, нечиста сила зазвичай уявляється невеликими тваринами — кіт, жаба, змія і т. ін. Також може бути і в вигляді неживих предметів — купи сіна, каменя, вихора, вогняного чи водяного стовпа. До зовнішніх ознак нечистої сили належать аномальні для людини звукові прояви на кшталт незвичайного голосу, виття, шуму, тріску без видимого джерела.
Нечиста сила в той же час може служити людині, виконувати за неї певну роботу, повідомляти таємне знання, сприяти у різних справах. Як правило такі послуги передбачають обмін на що-небудь, зазвичай душу.

## Походження
За апокрифічним християнським уявленням, у більшості випадків нечиста сила була створена Богом як ангели, але ті приєдналися до Сатани і були скинуті разом з ним з неба на землю, ставши чортами. Палі ангели, опинившись в різних місцях, стали відповідною нечистою силою: лісовиками, водяниками, домовиками. За іншими оповідями нечиста сила створена Сатаною як його військо проти Бога і його ангелів. Також в деяких версіях світ було створено за участі і Бога і Сатани, але останній так чи інакше зіпсував Божу роботу, спричинивши появу всього злого і нечистого. Іноді нечиста сила походить від Бога, але не є результатом його задуму — виникає з відображення Бога, з Його плювка.
Народні перекази говорять, що нечиста сила також з'являється з нехрещених дітей, самогубців або померлих неприродною смертю (заложних мерців). На нечисть могли перетворитися люди, викрадені нечистими силами (лісовиком, водяником, русалками), і діти, прокляті батьками.

## Поводження з нечистою силою
У народних віруваннях захист від нечистої сили поєднує християнські та язичницькі елементи. Забороняється згадувати нечисту силу, щоб не прикликати її. Тому замість справжніх назв широко вживалися евфемізми, наприклад, замість «чорт» — «той», «нечистий». Вважалося, що нечисть можуть прикликати безглузді заняття — свист, хитання ногою, недоречний сміх. За необхідності її згадування має супроводжуватися перехрещенням чи вживанням евфемізмів, стуканням по дереву, спльовуванням. Від нечисті можна врятуватися, окропивши житло святою водою, причепивши або намалювавши в хаті хрест, створюючи обереги з рослин — полину, маку, кропиви, колючих залізних предметів, промовлянням замовлянь.